# 本巣郡
- 令制国一覧 > 東山道 > 美濃国 > 本巣郡
- 日本 > 中部地方 > 岐阜県 > 本巣郡

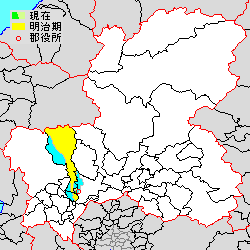
岐阜県本巣郡の位置（緑：北方町 薄緑・水色：後に他郡から編入した区域）

本巣郡（もとすぐん）は、岐阜県（美濃国）の郡。
人口18,225人、面積5.18km²、人口密度3,518人/km²。（2025年2月1日、推計人口）
以下の1町を含む。
- 北方町（きたがたちょう）

## 郡域
1879年（明治12年）に行政区画として発足した当時の郡域は、以下の区域にあたる。
- 瑞穂市の一部（本田、只越、別府、十九条、牛牧、野白新田、祖父江以東）
- 本巣市の大部分（上保・郡府・北野・春近・石原・三橋・仏生寺・政田・浅木・温井・海老・下福島・根尾宇津志・根尾高尾・根尾水鳥・根尾松田・根尾大井・根尾大河原・根尾能郷を除く）
- 岐阜市の一部（奥・西秋沢・外山）
- 北方町の大部分（北方以南）

1897年（明治30年）に行政区画として発足した当時の郡域は、以下の区域にあたる。
- 岐阜市の一部（河渡、寺田、曽我4屋、一日市場、一日市場北町、下尻毛、木田、東改田、下西郷、小野、中、中西郷、上西郷以西）
- 瑞穂市・本巣市・北方町の全域

## 歴史

### 古代
- 古墳時代には本巣国造が設置された。
- 8世紀頃の戸籍には御野国本簀郡との記載がある。本巣郡には美濃郷、鹿立郷、遠市郷、安堵郷、穂積郷、物部郷、船木郷、粟田郷の8郷があった。
- 和銅8年（715年） - 一部の郡域から席田郡が独立建置された。

### 近世
- 1927年（昭和2年）11月24日 - 小作争議が激化し、郡外からの応援も含め数千人が結集。山添村では地主宅が放火され、一色村では地主が呼び出された上で暴行を受ける[1]。

### 近世以降の沿革
- 「旧高旧領取調帳」に記載されている明治初年時点での支配は以下の通り。●は村内に寺社領が存在。郡高35,899石余。（72村）

| 知行   | 知行                         | 村数 | 村名 |
| ------ | ---------------------------- | ---- | --- |
| 幕府領 | 幕府領（美濃郡代）           | 1村  | 馬場村 |
| 幕府領 | 幕府領（大垣藩預地）         | 19村 | 上穂積村、下穂積村、下本田村、十八条村、西秋沢村、野田新田、野白新田、牛牧村、内野新田、●下真桑村、上本田村、只越村、早野村、美江寺村、十五条村、●上真桑村、生津村、別府村、前野村                                                                                         |
| 幕府領 | 旗本領                       | 5村  | 長屋村、中野村、文殊村、法林寺村、●北方村 |
| 幕府領 | 幕府領（大垣藩預地）・旗本領 | 4村  | 十九条村、見延村、小弾正村、更屋敷村 |
| 藩領   | 美濃大垣藩                   | 32村 | 山口村、神海村、佐原村、木倉村、川内村、奥村、金原村、平野村、板所村、市場村、神所村、中村、越卒村、門脇村、長嶺村、天神堂村、長島村、黒津村、越波村、上大須村、下大須村、松田村、西小鹿村、東小鹿村、東板屋村、西板屋村、口谷村、奥谷村、樽見村、内野村、木知原村、日当村 |
| 藩領   | 陸奥磐城平藩                 | 6村  | 宗慶村、軽海村、十四条村、柱本村、高屋村、小柿村 |
| 藩領   | 尾張名古屋藩                 | 5村  | 上橋本村、十七条村、柳一色村、祖父江村、曽井中島村 |

- 慶応4年
  - 4月15日（1868年5月7日） - 幕府領・旗本領が笠松裁判所の管轄となる。
  - 閏4月25日（1868年6月15日） - 笠松裁判所の管轄地域が笠松県の管轄となる。
- 明治元年12月7日（1869年1月19日） - 戊辰戦争の処分により磐城平藩が減封。郡内の領地が笠松県の管轄となる。
- 明治初年 - 領地替えにより名古屋藩領の一部（曽井中島村）が笠松県の管轄となる。
- 明治4年
  - 7月14日（1871年8月29日） - 廃藩置県により、藩領が大垣県、名古屋県となる。
  - 11月22日（1872年1月2日） - 第1次府県統合により、全域が岐阜県の管轄となる。
- 明治5年（1872年） - 日当村が金原村に合併。（71村）
- 明治7年（1874年）9月 - 以下の各村の統合が行われる[4]。（68村）
  - 穂積村 ← 上穂積村、下穂積村
  - 本田村 ← 上本田村、下本田村
  - 外山村 ← 木倉村、川内村
- 明治8年（1875年）
  - 1月 - 以下の各村の統合が行われる[5]。（61村）
    - 牛牧村 ← 牛牧村、内野新田、野田新田、野白新田
    - 穂積村 ← 前野村、穂積村
    - 稲里村 ← 上橋本村、柳一色村
    - 重里村 ← 十五条村、大野郡三日市場村
    - 七五三村 ← 中野村、小弾正村、更屋敷村

  - 6月 - 西小鹿村・東小鹿村が合併して小鹿村となる。（60村）
- 明治12年（1879年）
  - 2月18日 - 郡区町村編制法の岐阜県での施行により、行政区画としての本巣郡が発足。「本巣席田郡役所」が北方町に設置され、席田郡とともに管轄。
  - 11月 - 牛牧村の一部が分立して野田新田・野白新田となる[6]。（62村）
- 明治18年（1885年）9月 - 金原村の一部が分立して日当村となる。（63村）

### 町村制以降の沿革
- 明治22年（1889年）7月1日 - 町村制の施行により、北方町（現存）、高屋村、柱本村（現・北方町）、馬場村、生津村、本田村、只越村、穂積村、別府村、稲里村、牛牧村、十九条村、野畠村、祖父江村、美江寺村、重里村、十七条村、十八条村（現・瑞穂市）、小柿村、軽海村、宗慶村、十四条村、下真桑村、上真桑村、屋井村、七五三村、早野村、見延村、長屋村、石神村、上高屋村、数屋村、有里村、随原村、曽井中島村、山口村、文殊村、木知原村、神海村、佐原村、金原村、日当村、外山村、長嶺村、市場村、神所村、中村、越卒村、門脇村、天神堂村、長島村、黒津村、越波村、板屋村、小鹿村、松田村、下大須村、上大須村、板所村、口谷村、奥谷村（現・本巣市）が発足。それにともない以下の変更が行われる。（1町60村）
  - 北方村が町制施行して北方町となる。
  - 野田新田・野白新田が合併して野畠村が発足。
  - 東板屋村・西板屋村が合併して板屋村が発足。
  - 法林寺村が文殊村に、平野村・樽見村が板所村にそれぞれ合併。
  - 大野郡屋井村・石神村・上高屋村・数屋村・有里村・随原村の所属郡が本郡に変更。
  - 奥村・西秋沢村が方県郡網代村の一部となる。
- 明治30年（1897年）4月1日 - 郡制の施行のため、本巣郡・席田郡および方県郡・大野郡の各一部の区域をもって、改めて本巣郡が発足。同時に以下の町村の統合が行われ、北方町（現存）・文殊村（現・本巣市）・網代村・七郷村（現・岐阜市）・西根尾村（現・本巣市）と、新設された18村が所属。特記以外は現・本巣市。（1町22村）
  - 席田村 ← 石原村、上保村、郡府村、北野村、春近村、三橋村、仏生寺村（現・本巣市）、芝原村、加茂村（現・北方町）
  - 生津村 ← 高屋村、柱本村（現・北方町）、馬場村、生津村（現・瑞穂市）
  - 合渡村 ← 河渡村、寺田村、曽我屋村、一日市場村（現・岐阜市）
  - 西郷村 ← 上西郷村、中西郷村、小野村、中村、七郷村［旧・下西郷村］（現・岐阜市）
  - 外山村 ← 木知原村、神海村、佐原村、金原村、日当村、外山村
  - 牛牧村 ← 牛牧村、十九条村、野畠村、祖父江村（現・瑞穂市）
  - 穂積村 ← 穂積村、別府村、稲里村（現・瑞穂市）
  - 山添村 ← 曽井中島村、山口村
  - 本田村 ← 本田村、只越村（現・瑞穂市）
  - 鷺田村 ← 古橋村、横屋村、中宮村、呂久村、宝江村（現・瑞穂市）
  - 船木村 ← 美江寺村、十七条村、十八条村、重里村（現・瑞穂市）
  - 川崎村 ← 唐栗村、七崎村、居倉村、森村、田ノ上村、宮田村、大月村（現・瑞穂市）
  - 真桑村 ← 上真桑村、下真桑村、軽海村、宗慶村、十四条村、小柿村
  - 弾正村 ← 大野郡政田村、海老村、浅木村、下福島村、温井村
  - 一色村 ← 見延村、長屋村、有里村、随原村、数屋村、上高屋村、石神村
  - 土貴野村 ← 七五三村、早野村、屋井村
  - 東根尾村 ← 板屋村、小鹿村、松田村、下大須村、上大須村、板所村、口谷村、奥谷村
  - 中根尾村 ← 長嶺村、市場村、神所村、中村、越卒村、門脇村、天神堂村、長島村、黒津村、越波村
- 明治30年（1897年）8月1日 - 郡制を施行。
- 明治37年（1904年）4月1日 - 東根尾村・中根尾村・西根尾村が合併して根尾村が発足。（1町20村）
- 大正6年（1917年） - 現住人口52,449名。マラリア患者数203名[7]。
- 大正12年（1923年）4月1日 - 郡会が廃止。郡役所は存続。
- 大正15年（1926年）7月1日 - 郡役所が廃止。以降は地域区分名称となる。
- 昭和23年（1948年）10月1日 - 穂積村が町制施行して穂積町となる。（2町19村）
- 昭和25年（1950年）
  - 6月1日 - 文殊村・山添村が合併して本巣村が発足。（2町18村）
  - 8月20日 - 七郷村・西郷村が岐阜市に編入。（2町16村）
- 昭和29年（1954年）
  - 9月20日 - 船木村・鷺田村・川崎村が合併して巣南村が発足。（2町14村）
  - 11月3日 - 穂積町・本田村・牛牧村および生津村の一部（馬場・生津）が合併し、改めて穂積町が発足。（2町12村）
- 昭和30年（1955年）4月1日（2町9村）
  - 北方町・生津村が合併し、改めて北方町が発足。
  - 真桑村・弾正村が合併して真正村が発足。
  - 土貴野村・一色村が合併して糸貫村が発足。
- 昭和31年（1956年）9月30日（2町7村）
  - 糸貫村および席田村の大部分が合併し、改めて糸貫村が発足。席田村の残部（芝原・加茂）が北方町に編入。
  - 本巣村・外山村が合併し、改めて本巣村が発足。
- 昭和32年（1957年）7月1日 - 巣南村の一部（宝江）が穂積町に編入。
- 昭和34年（1959年）4月1日 - 合渡村が岐阜市に編入。（2町6村）
- 昭和35年（1960年）4月1日（4町4村）
  - 糸貫村が町制施行して糸貫町となる。
  - 本巣村が町制施行して本巣町となる。
- 昭和38年（1963年）4月1日 - 網代村が岐阜市に編入。（4町3村）
- 昭和39年（1964年）4月1日（6町1村）
  - 巣南村が町制施行して巣南町となる。
  - 真正村が町制施行して真正町となる。
- 昭和44年（1969年）2月1日 - 網本巣町の一部（外山の一部[8]）が岐阜市に編入。
- 平成15年（2003年）5月1日 - 穂積町・巣南町が合併して瑞穂市が発足し、郡より離脱。（4町1村）
- 平成16年（2004年）
  - 2月1日 - 本巣町・真正町・糸貫町・根尾村が合併して本巣市が発足し、郡より離脱。（1町）
  - 8月31日 - 北方町が岐阜広域合併協議会から離脱。

### 変遷表
| 旧郡   | 明治以前   | 明治以前   | 明治初年 - 明治7年 | 明治8年 - 明治11年  | 明治12年 - 明治22年        | 明治22年 7月1日 町村制施行 | 明治30年 4月1日 | 明治29年 - 昭和25年          | 昭和26年 - 昭和35年          | 昭和26年 - 昭和35年         | 昭和36年 - 昭和64年         | 平成元年 - 現在       | 現在   |
| ------ | ---------- | ---------- | ------------------ | ------------------- | -------------------------- | -------------------------- | --------------- | ---------------------------- | ---------------------------- | --------------------------- | --------------------------- | --------------------- | ------ |
| 本巣郡 | 美江寺村   | 美江寺村   | 美江寺村           | 美江寺村            | 美江寺村                   | 美江寺村                   | 船木村          | 船木村                       | 昭和29年9月20日 巣南村       | 巣南村                      | 昭和39年4月1日 町制 巣南町  | 平成15年5月1日 瑞穂市 | 瑞穂市 |
| 本巣郡 | 十七条村   | 十七条村   | 十七条村           | 十七条村            | 十七条村                   | 十七条村                   | 船木村          | 船木村                       | 昭和29年9月20日 巣南村       | 巣南村                      | 昭和39年4月1日 町制 巣南町  | 平成15年5月1日 瑞穂市 | 瑞穂市 |
| 本巣郡 | 十八条村   | 十八条村   | 十八条村           | 十八条村            | 十八条村                   | 十八条村                   | 船木村          | 船木村                       | 昭和29年9月20日 巣南村       | 巣南村                      | 昭和39年4月1日 町制 巣南町  | 平成15年5月1日 瑞穂市 | 瑞穂市 |
| 本巣郡 | 十五条村   | 十五条村   | 十五条村           | 明治8年1月 重里村   | 重里村                     | 重里村                     | 船木村          | 船木村                       | 昭和29年9月20日 巣南村       | 巣南村                      | 昭和39年4月1日 町制 巣南町  | 平成15年5月1日 瑞穂市 | 瑞穂市 |
| 大野郡 | 三日市場村 | 三日市場村 | 三日市場村         | 明治8年1月 重里村   | 重里村                     | 重里村                     | 船木村          | 船木村                       | 昭和29年9月20日 巣南村       | 巣南村                      | 昭和39年4月1日 町制 巣南町  | 平成15年5月1日 瑞穂市 | 瑞穂市 |
| 大野郡 | 唐栗村     | 唐栗村     | 唐栗村             | 唐栗村              | 唐栗村                     | 唐栗村                     | 川崎村          | 川崎村                       | 昭和29年9月20日 巣南村       | 巣南村                      | 昭和39年4月1日 町制 巣南町  | 平成15年5月1日 瑞穂市 | 瑞穂市 |
| 大野郡 | 森村       | 森村       | 森村               | 森村                | 森村                       | 森村                       | 川崎村          | 川崎村                       | 昭和29年9月20日 巣南村       | 巣南村                      | 昭和39年4月1日 町制 巣南町  | 平成15年5月1日 瑞穂市 | 瑞穂市 |
| 大野郡 | 一ツ木村   | 一ツ木村   | 一ツ木村           | 明治8年1月 七崎村   | 七崎村                     | 七崎村                     | 川崎村          | 川崎村                       | 昭和29年9月20日 巣南村       | 巣南村                      | 昭和39年4月1日 町制 巣南町  | 平成15年5月1日 瑞穂市 | 瑞穂市 |
| 大野郡 | 東座倉村   | 東座倉村   | 東座倉村           | 明治8年1月 七崎村   | 七崎村                     | 七崎村                     | 川崎村          | 川崎村                       | 昭和29年9月20日 巣南村       | 巣南村                      | 昭和39年4月1日 町制 巣南町  | 平成15年5月1日 瑞穂市 | 瑞穂市 |
| 大野郡 | 田ノ上村   | 田ノ上村   | 田ノ上村           | 田ノ上村            | 田ノ上村                   | 田ノ上村                   | 川崎村          | 川崎村                       | 昭和29年9月20日 巣南村       | 巣南村                      | 昭和39年4月1日 町制 巣南町  | 平成15年5月1日 瑞穂市 | 瑞穂市 |
| 大野郡 | 宮田村     | 宮田村     | 宮田村             | 宮田村              | 宮田村                     | 宮田村                     | 川崎村          | 川崎村                       | 昭和29年9月20日 巣南村       | 巣南村                      | 昭和39年4月1日 町制 巣南町  | 平成15年5月1日 瑞穂市 | 瑞穂市 |
| 大野郡 | 大月村     | 大月村     | 大月村             | 大月村              | 大月村                     | 大月村                     | 川崎村          | 川崎村                       | 昭和29年9月20日 巣南村       | 巣南村                      | 昭和39年4月1日 町制 巣南町  | 平成15年5月1日 瑞穂市 | 瑞穂市 |
| 大野郡 | 居倉村     | 居倉村     | 居倉村             | 居倉村              | 居倉村                     | 居倉村                     | 川崎村          | 川崎村                       | 昭和29年9月20日 巣南村       | 巣南村                      | 昭和39年4月1日 町制 巣南町  | 平成15年5月1日 瑞穂市 | 瑞穂市 |
| 大野郡 | 古橋村     | 古橋村     | 古橋村             | 明治8年6月 古橋村   | 古橋村                     | 古橋村                     | 鷺田村          | 鷺田村                       | 昭和29年9月20日 巣南村       | 巣南村                      | 昭和39年4月1日 町制 巣南町  | 平成15年5月1日 瑞穂市 | 瑞穂市 |
| 大野郡 | 堤村       | 堤村       | 堤村               | 明治8年6月 古橋村   | 古橋村                     | 古橋村                     | 鷺田村          | 鷺田村                       | 昭和29年9月20日 巣南村       | 巣南村                      | 昭和39年4月1日 町制 巣南町  | 平成15年5月1日 瑞穂市 | 瑞穂市 |
| 大野郡 | 北脇村     | 北脇村     | 北脇村             | 明治8年6月 古橋村   | 古橋村                     | 古橋村                     | 鷺田村          | 鷺田村                       | 昭和29年9月20日 巣南村       | 巣南村                      | 昭和39年4月1日 町制 巣南町  | 平成15年5月1日 瑞穂市 | 瑞穂市 |
| 大野郡 | 呂久村     | 呂久村     | 呂久村             | 呂久村              | 呂久村                     | 呂久村                     | 鷺田村          | 鷺田村                       | 昭和29年9月20日 巣南村       | 巣南村                      | 昭和39年4月1日 町制 巣南町  | 平成15年5月1日 瑞穂市 | 瑞穂市 |
| 大野郡 | 中宮村     | 中宮村     | 中宮村             | 中宮村              | 中宮村                     | 中宮村                     | 鷺田村          | 鷺田村                       | 昭和29年9月20日 巣南村       | 巣南村                      | 昭和39年4月1日 町制 巣南町  | 平成15年5月1日 瑞穂市 | 瑞穂市 |
| 大野郡 | 横屋村     | 横屋村     | 横屋村             | 横屋村              | 横屋村                     | 横屋村                     | 鷺田村          | 鷺田村                       | 昭和29年9月20日 巣南村       | 巣南村                      | 昭和39年4月1日 町制 巣南町  | 平成15年5月1日 瑞穂市 | 瑞穂市 |
| 大野郡 | 宝江村     | 宝江村     | 宝江村             | 宝江村              | 宝江村                     | 宝江村                     | 鷺田村          | 鷺田村                       | 昭和29年9月20日 巣南村       | 昭和32年7月1日 穂積町に編入 | 穂積町                      | 平成15年5月1日 瑞穂市 | 瑞穂市 |
| 本巣郡 | 上穂積村   | 上穂積村   | 明治7年9月 穂積村  | 明治8年1月 穂積村   | 穂積村                     | 穂積村                     | 穂積村          | 昭和23年10月1日 町制 穂積町  | 昭和29年11月3日 穂積町       | 昭和29年11月3日 穂積町      | 穂積町                      | 平成15年5月1日 瑞穂市 | 瑞穂市 |
| 本巣郡 | 下穂積村   |            | 明治7年9月 穂積村  | 明治8年1月 穂積村   | 穂積村                     | 穂積村                     | 穂積村          | 昭和23年10月1日 町制 穂積町  | 昭和29年11月3日 穂積町       | 昭和29年11月3日 穂積町      | 穂積町                      | 平成15年5月1日 瑞穂市 | 瑞穂市 |
| 本巣郡 | 前野村     | 前野村     | 前野村             | 明治8年1月 穂積村   | 穂積村                     | 穂積村                     | 穂積村          | 昭和23年10月1日 町制 穂積町  | 昭和29年11月3日 穂積町       | 昭和29年11月3日 穂積町      | 穂積町                      | 平成15年5月1日 瑞穂市 | 瑞穂市 |
| 本巣郡 | 上橋本村   | 上橋本村   | 上橋本村           | 明治8年1月 稲里村   | 稲里村                     | 稲里村                     | 穂積村          | 昭和23年10月1日 町制 穂積町  | 昭和29年11月3日 穂積町       | 昭和29年11月3日 穂積町      | 穂積町                      | 平成15年5月1日 瑞穂市 | 瑞穂市 |
| 本巣郡 | 柳一色村   | 柳一色村   | 柳一色村           | 明治8年1月 稲里村   | 稲里村                     | 稲里村                     | 穂積村          | 昭和23年10月1日 町制 穂積町  | 昭和29年11月3日 穂積町       | 昭和29年11月3日 穂積町      | 穂積町                      | 平成15年5月1日 瑞穂市 | 瑞穂市 |
| 本巣郡 | 別府村     | 別府村     | 別府村             | 別府村              | 別府村                     | 別府村                     | 穂積村          | 昭和23年10月1日 町制 穂積町  | 昭和29年11月3日 穂積町       | 昭和29年11月3日 穂積町      | 穂積町                      | 平成15年5月1日 瑞穂市 | 瑞穂市 |
| 本巣郡 | 上本田村   | 上本田村   | 明治7年9月 本田村  | 本田村              | 本田村                     | 本田村                     | 本田村          | 本田村                       | 昭和29年11月3日 穂積町       | 昭和29年11月3日 穂積町      | 穂積町                      | 平成15年5月1日 瑞穂市 | 瑞穂市 |
| 本巣郡 | 下本田村   |            | 明治7年9月 本田村  | 本田村              | 本田村                     | 本田村                     | 本田村          | 本田村                       | 昭和29年11月3日 穂積町       | 昭和29年11月3日 穂積町      | 穂積町                      | 平成15年5月1日 瑞穂市 | 瑞穂市 |
| 本巣郡 | 只越村     | 只越村     | 只越村             | 只越村              | 只越村                     | 只越村                     | 本田村          | 本田村                       | 昭和29年11月3日 穂積町       | 昭和29年11月3日 穂積町      | 穂積町                      | 平成15年5月1日 瑞穂市 | 瑞穂市 |
| 本巣郡 | 牛牧村     | 牛牧村     | 牛牧村             | 明治8年1月 牛牧村   | 牛牧村                     | 牛牧村                     | 牛牧村          | 牛牧村                       | 昭和29年11月3日 穂積町       | 昭和29年11月3日 穂積町      | 穂積町                      | 平成15年5月1日 瑞穂市 | 瑞穂市 |
| 本巣郡 | 内野新田   | 内野新田   | 内野新田           | 明治8年1月 牛牧村   | 牛牧村                     | 牛牧村                     | 牛牧村          | 牛牧村                       | 昭和29年11月3日 穂積町       | 昭和29年11月3日 穂積町      | 穂積町                      | 平成15年5月1日 瑞穂市 | 瑞穂市 |
| 本巣郡 | 野田新田   | 野田新田   | 野田新田           | 明治8年1月 牛牧村   | 明治12年11月 分立 野田新田 | 野畠村                     | 牛牧村          | 牛牧村                       | 昭和29年11月3日 穂積町       | 昭和29年11月3日 穂積町      | 穂積町                      | 平成15年5月1日 瑞穂市 | 瑞穂市 |
| 本巣郡 | 野白新田   | 野白新田   | 野白新田           | 明治8年1月 牛牧村   | 明治12年11月 分立 野白新田 | 野畠村                     | 牛牧村          | 牛牧村                       | 昭和29年11月3日 穂積町       | 昭和29年11月3日 穂積町      | 穂積町                      | 平成15年5月1日 瑞穂市 | 瑞穂市 |
| 本巣郡 | 十九条村   | 十九条村   | 十九条村           | 十九条村            | 十九条村                   | 十九条村                   | 牛牧村          | 牛牧村                       | 昭和29年11月3日 穂積町       | 昭和29年11月3日 穂積町      | 穂積町                      | 平成15年5月1日 瑞穂市 | 瑞穂市 |
| 本巣郡 | 祖父江村   | 祖父江村   | 祖父江村           | 祖父江村            | 祖父江村                   | 祖父江村                   | 牛牧村          | 牛牧村                       | 昭和29年11月3日 穂積町       | 昭和29年11月3日 穂積町      | 穂積町                      | 平成15年5月1日 瑞穂市 | 瑞穂市 |
| 本巣郡 | 生津村     | 生津村     | 生津村             | 生津村              | 生津村                     | 生津村                     | 生津村          | 生津村                       | 昭和29年11月3日 穂積町       | 昭和29年11月3日 穂積町      | 穂積町                      | 平成15年5月1日 瑞穂市 | 瑞穂市 |
| 本巣郡 | 馬場村     | 馬場村     | 馬場村             | 馬場村              | 馬場村                     | 馬場村                     | 生津村          | 生津村                       | 昭和29年11月3日 穂積町       | 昭和29年11月3日 穂積町      | 穂積町                      | 平成15年5月1日 瑞穂市 | 瑞穂市 |
| 本巣郡 | 高屋村     | 高屋村     | 高屋村             | 高屋村              | 高屋村                     | 高屋村                     | 生津村          | 生津村                       | 昭和30年4月1日 北方町        | 北方町                      | 北方町                      | 北方町                | 北方町 |
| 本巣郡 | 柱本村     | 柱本村     | 柱本村             | 柱本村              | 柱本村                     | 柱本村                     | 生津村          | 生津村                       | 昭和30年4月1日 北方町        | 北方町                      | 北方町                      | 北方町                | 北方町 |
| 本巣郡 | 北方村     | 北方村     | 北方村             | 北方村              | 北方村                     | 北方町                     | 北方町          | 北方町                       | 昭和30年4月1日 北方町        | 北方町                      | 北方町                      | 北方町                | 北方町 |
| 席田郡 | 芝原村     | 芝原村     | 芝原村             | 芝原村              | 芝原村                     | 芝原村                     | 席田村          | 席田村                       | 昭和31年9月30日 北方町に編入 | 北方町                      | 北方町                      | 北方町                | 北方町 |
| 席田郡 | 加茂村     | 加茂村     | 加茂村             | 加茂村              | 加茂村                     | 加茂村                     | 席田村          | 席田村                       | 昭和31年9月30日 北方町に編入 | 北方町                      | 北方町                      | 北方町                | 北方町 |
| 席田郡 | 上保村     | 上保村     | 上保村             | 上保村              | 上保村                     | 上保村                     | 席田村          | 席田村                       | 昭和31年9月30日 糸貫村に編入 | 昭和35年4月1日 町制 糸貫町  | 糸貫町                      | 平成16年2月1日 本巣市 | 本巣市 |
| 席田郡 | 郡府村     | 郡府村     | 郡府村             | 郡府村              | 郡府村                     | 郡府村                     | 席田村          | 席田村                       | 昭和31年9月30日 糸貫村に編入 | 昭和35年4月1日 町制 糸貫町  | 糸貫町                      | 平成16年2月1日 本巣市 | 本巣市 |
| 席田郡 | 北野村     | 北野村     | 北野村             | 北野村              | 北野村                     | 北野村                     | 席田村          | 席田村                       | 昭和31年9月30日 糸貫村に編入 | 昭和35年4月1日 町制 糸貫町  | 糸貫町                      | 平成16年2月1日 本巣市 | 本巣市 |
| 席田郡 | 春近村     | 春近村     | 春近村             | 春近村              | 春近村                     | 春近村                     | 席田村          | 席田村                       | 昭和31年9月30日 糸貫村に編入 | 昭和35年4月1日 町制 糸貫町  | 糸貫町                      | 平成16年2月1日 本巣市 | 本巣市 |
| 席田郡 | 石原村     | 石原村     | 石原村             | 石原村              | 石原村                     | 石原村                     | 席田村          | 席田村                       | 昭和31年9月30日 糸貫村に編入 | 昭和35年4月1日 町制 糸貫町  | 糸貫町                      | 平成16年2月1日 本巣市 | 本巣市 |
| 席田郡 | 三橋村     | 三橋村     | 三橋村             | 三橋村              | 三橋村                     | 三橋村                     | 席田村          | 席田村                       | 昭和31年9月30日 糸貫村に編入 | 昭和35年4月1日 町制 糸貫町  | 糸貫町                      | 平成16年2月1日 本巣市 | 本巣市 |
| 席田郡 | 仏生寺村   | 仏生寺村   | 仏生寺村           | 仏生寺村            | 仏生寺村                   | 仏生寺村                   | 席田村          | 席田村                       | 昭和31年9月30日 糸貫村に編入 | 昭和35年4月1日 町制 糸貫町  | 糸貫町                      | 平成16年2月1日 本巣市 | 本巣市 |
| 本巣郡 | 中野村     | 中野村     | 中野村             | 明治8年1月 七五三村 | 七五三村                   | 七五三村                   | 土貴野村        | 土貴野村                     | 昭和30年4月1日 糸貫村        | 昭和35年4月1日 町制 糸貫町  | 糸貫町                      | 平成16年2月1日 本巣市 | 本巣市 |
| 本巣郡 | 小弾正村   | 小弾正村   | 小弾正村           | 明治8年1月 七五三村 | 七五三村                   | 七五三村                   | 土貴野村        | 土貴野村                     | 昭和30年4月1日 糸貫村        | 昭和35年4月1日 町制 糸貫町  | 糸貫町                      | 平成16年2月1日 本巣市 | 本巣市 |
| 本巣郡 | 更屋敷村   | 更屋敷村   | 更屋敷村           | 明治8年1月 七五三村 | 七五三村                   | 七五三村                   | 土貴野村        | 土貴野村                     | 昭和30年4月1日 糸貫村        | 昭和35年4月1日 町制 糸貫町  | 糸貫町                      | 平成16年2月1日 本巣市 | 本巣市 |
| 本巣郡 | 早野村     | 早野村     | 早野村             | 早野村              | 早野村                     | 早野村                     | 土貴野村        | 土貴野村                     | 昭和30年4月1日 糸貫村        | 昭和35年4月1日 町制 糸貫町  | 糸貫町                      | 平成16年2月1日 本巣市 | 本巣市 |
| 大野郡 | 屋井村     | 屋井村     | 屋井村             | 屋井村              | 屋井村                     | 屋井村                     | 土貴野村        | 土貴野村                     | 昭和30年4月1日 糸貫村        | 昭和35年4月1日 町制 糸貫町  | 糸貫町                      | 平成16年2月1日 本巣市 | 本巣市 |
| 大野郡 | 石神村     | 石神村     | 石神村             | 石神村              | 石神村                     | 石神村                     | 一色村          | 一色村                       | 昭和30年4月1日 糸貫村        | 昭和35年4月1日 町制 糸貫町  | 糸貫町                      | 平成16年2月1日 本巣市 | 本巣市 |
| 大野郡 | 上高屋村   | 上高屋村   | 上高屋村           | 上高屋村            | 上高屋村                   | 上高屋村                   | 一色村          | 一色村                       | 昭和30年4月1日 糸貫村        | 昭和35年4月1日 町制 糸貫町  | 糸貫町                      | 平成16年2月1日 本巣市 | 本巣市 |
| 大野郡 | 数屋村     | 数屋村     | 数屋村             | 数屋村              | 数屋村                     | 数屋村                     | 一色村          | 一色村                       | 昭和30年4月1日 糸貫村        | 昭和35年4月1日 町制 糸貫町  | 糸貫町                      | 平成16年2月1日 本巣市 | 本巣市 |
| 大野郡 | 有里村     | 有里村     | 有里村             | 有里村              | 有里村                     | 有里村                     | 一色村          | 一色村                       | 昭和30年4月1日 糸貫村        | 昭和35年4月1日 町制 糸貫町  | 糸貫町                      | 平成16年2月1日 本巣市 | 本巣市 |
| 大野郡 | 随原村     | 随原村     | 随原村             | 随原村              | 随原村                     | 随原村                     | 一色村          | 一色村                       | 昭和30年4月1日 糸貫村        | 昭和35年4月1日 町制 糸貫町  | 糸貫町                      | 平成16年2月1日 本巣市 | 本巣市 |
| 本巣郡 | 見延村     | 見延村     | 見延村             | 見延村              | 見延村                     | 見延村                     | 一色村          | 一色村                       | 昭和30年4月1日 糸貫村        | 昭和35年4月1日 町制 糸貫町  | 糸貫町                      | 平成16年2月1日 本巣市 | 本巣市 |
| 本巣郡 | 長屋村     | 長屋村     | 長屋村             | 長屋村              | 長屋村                     | 長屋村                     | 一色村          | 一色村                       | 昭和30年4月1日 糸貫村        | 昭和35年4月1日 町制 糸貫町  | 糸貫町                      | 平成16年2月1日 本巣市 | 本巣市 |
| 本巣郡 | 上真桑村   | 上真桑村   | 上真桑村           | 上真桑村            | 上真桑村                   | 上真桑村                   | 真桑村          | 真桑村                       | 昭和30年4月1日 真正村        | 昭和30年4月1日 真正村       | 昭和39年4月1日 町制 真正町  | 平成16年2月1日 本巣市 | 本巣市 |
| 本巣郡 | 下真桑村   | 下真桑村   | 下真桑村           | 下真桑村            | 下真桑村                   | 下真桑村                   | 真桑村          | 真桑村                       | 昭和30年4月1日 真正村        | 昭和30年4月1日 真正村       | 昭和39年4月1日 町制 真正町  | 平成16年2月1日 本巣市 | 本巣市 |
| 本巣郡 | 小柿村     | 小柿村     | 小柿村             | 小柿村              | 小柿村                     | 小柿村                     | 真桑村          | 真桑村                       | 昭和30年4月1日 真正村        | 昭和30年4月1日 真正村       | 昭和39年4月1日 町制 真正町  | 平成16年2月1日 本巣市 | 本巣市 |
| 本巣郡 | 軽海村     | 軽海村     | 軽海村             | 軽海村              | 軽海村                     | 軽海村                     | 真桑村          | 真桑村                       | 昭和30年4月1日 真正村        | 昭和30年4月1日 真正村       | 昭和39年4月1日 町制 真正町  | 平成16年2月1日 本巣市 | 本巣市 |
| 本巣郡 | 宗慶村     | 宗慶村     | 宗慶村             | 宗慶村              | 宗慶村                     | 宗慶村                     | 真桑村          | 真桑村                       | 昭和30年4月1日 真正村        | 昭和30年4月1日 真正村       | 昭和39年4月1日 町制 真正町  | 平成16年2月1日 本巣市 | 本巣市 |
| 本巣郡 | 十四条村   | 十四条村   | 十四条村           | 十四条村            | 十四条村                   | 十四条村                   | 真桑村          | 真桑村                       | 昭和30年4月1日 真正村        | 昭和30年4月1日 真正村       | 昭和39年4月1日 町制 真正町  | 平成16年2月1日 本巣市 | 本巣市 |
| 大野郡 | 政田村     | 政田村     | 政田村             | 政田村              | 政田村                     | 政田村                     | 弾正村          | 弾正村                       | 昭和30年4月1日 真正村        | 昭和30年4月1日 真正村       | 昭和39年4月1日 町制 真正町  | 平成16年2月1日 本巣市 | 本巣市 |
| 大野郡 | 国領村     | 国領村     | 国領村             | 国領村              | 国領村                     | 政田村                     | 弾正村          | 弾正村                       | 昭和30年4月1日 真正村        | 昭和30年4月1日 真正村       | 昭和39年4月1日 町制 真正町  | 平成16年2月1日 本巣市 | 本巣市 |
| 大野郡 | 浅木村     | 浅木村     | 浅木村             | 浅木村              | 浅木村                     | 浅木村                     | 弾正村          | 弾正村                       | 昭和30年4月1日 真正村        | 昭和30年4月1日 真正村       | 昭和39年4月1日 町制 真正町  | 平成16年2月1日 本巣市 | 本巣市 |
| 大野郡 | 温井村     | 温井村     | 温井村             | 温井村              | 温井村                     | 温井村                     | 弾正村          | 弾正村                       | 昭和30年4月1日 真正村        | 昭和30年4月1日 真正村       | 昭和39年4月1日 町制 真正町  | 平成16年2月1日 本巣市 | 本巣市 |
| 大野郡 | 海老村     | 海老村     | 海老村             | 海老村              | 海老村                     | 海老村                     | 弾正村          | 弾正村                       | 昭和30年4月1日 真正村        | 昭和30年4月1日 真正村       | 昭和39年4月1日 町制 真正町  | 平成16年2月1日 本巣市 | 本巣市 |
| 大野郡 | 下福島村   | 下福島村   | 下福島村           | 下福島村            | 下福島村                   | 下福島村                   | 弾正村          | 弾正村                       | 昭和30年4月1日 真正村        | 昭和30年4月1日 真正村       | 昭和39年4月1日 町制 真正町  | 平成16年2月1日 本巣市 | 本巣市 |
| 大野郡 | 高尾村     | 高尾村     | 高尾村             | 高尾村              | 高尾村                     | 西根尾村                   | 西根尾村        | 明治37年4月1日 根尾村        | 根尾村                       | 根尾村                      | 根尾村                      | 平成16年2月1日 本巣市 | 本巣市 |
| 大野郡 | 大井村     | 大井村     | 大井村             | 大井村              | 大井村                     | 西根尾村                   | 西根尾村        | 明治37年4月1日 根尾村        | 根尾村                       | 根尾村                      | 根尾村                      | 平成16年2月1日 本巣市 | 本巣市 |
| 大野郡 | 大河原村   | 大河原村   | 大河原村           | 大河原村            | 大河原村                   | 西根尾村                   | 西根尾村        | 明治37年4月1日 根尾村        | 根尾村                       | 根尾村                      | 根尾村                      | 平成16年2月1日 本巣市 | 本巣市 |
| 大野郡 | 能郷村     | 能郷村     | 能郷村             | 能郷村              | 能郷村                     | 西根尾村                   | 西根尾村        | 明治37年4月1日 根尾村        | 根尾村                       | 根尾村                      | 根尾村                      | 平成16年2月1日 本巣市 | 本巣市 |
| 大野郡 | 水鳥村     | 水鳥村     | 水鳥村             | 水鳥村              | 水鳥村                     | 西根尾村                   | 西根尾村        | 明治37年4月1日 根尾村        | 根尾村                       | 根尾村                      | 根尾村                      | 平成16年2月1日 本巣市 | 本巣市 |
| 大野郡 | 宇津志村   | 宇津志村   | 宇津志村           | 宇津志村            | 宇津志村                   | 西根尾村                   | 西根尾村        | 明治37年4月1日 根尾村        | 根尾村                       | 根尾村                      | 根尾村                      | 平成16年2月1日 本巣市 | 本巣市 |
| 本巣郡 | 長嶺村     | 長嶺村     | 長嶺村             | 長嶺村              | 長嶺村                     | 長嶺村                     | 中根尾村        | 明治37年4月1日 根尾村        | 根尾村                       | 根尾村                      | 根尾村                      | 平成16年2月1日 本巣市 | 本巣市 |
| 本巣郡 | 市場村     | 市場村     | 市場村             | 市場村              | 市場村                     | 市場村                     | 中根尾村        | 明治37年4月1日 根尾村        | 根尾村                       | 根尾村                      | 根尾村                      | 平成16年2月1日 本巣市 | 本巣市 |
| 本巣郡 | 神所村     | 神所村     | 神所村             | 神所村              | 神所村                     | 神所村                     | 中根尾村        | 明治37年4月1日 根尾村        | 根尾村                       | 根尾村                      | 根尾村                      | 平成16年2月1日 本巣市 | 本巣市 |
| 本巣郡 | 中村       | 中村       | 中村               | 中村                | 中村                       | 中村                       | 中根尾村        | 明治37年4月1日 根尾村        | 根尾村                       | 根尾村                      | 根尾村                      | 平成16年2月1日 本巣市 | 本巣市 |
| 本巣郡 | 越卒村     | 越卒村     | 越卒村             | 越卒村              | 越卒村                     | 越卒村                     | 中根尾村        | 明治37年4月1日 根尾村        | 根尾村                       | 根尾村                      | 根尾村                      | 平成16年2月1日 本巣市 | 本巣市 |
| 本巣郡 | 門脇村     | 門脇村     | 門脇村             | 門脇村              | 門脇村                     | 門脇村                     | 中根尾村        | 明治37年4月1日 根尾村        | 根尾村                       | 根尾村                      | 根尾村                      | 平成16年2月1日 本巣市 | 本巣市 |
| 本巣郡 | 天神堂村   | 天神堂村   | 天神堂村           | 天神堂村            | 天神堂村                   | 天神堂村                   | 中根尾村        | 明治37年4月1日 根尾村        | 根尾村                       | 根尾村                      | 根尾村                      | 平成16年2月1日 本巣市 | 本巣市 |
| 本巣郡 | 長島村     | 長島村     | 長島村             | 長島村              | 長島村                     | 長島村                     | 中根尾村        | 明治37年4月1日 根尾村        | 根尾村                       | 根尾村                      | 根尾村                      | 平成16年2月1日 本巣市 | 本巣市 |
| 本巣郡 | 黒津村     | 黒津村     | 黒津村             | 黒津村              | 黒津村                     | 黒津村                     | 中根尾村        | 明治37年4月1日 根尾村        | 根尾村                       | 根尾村                      | 根尾村                      | 平成16年2月1日 本巣市 | 本巣市 |
| 本巣郡 | 越波村     | 越波村     | 越波村             | 越波村              | 越波村                     | 越波村                     | 中根尾村        | 明治37年4月1日 根尾村        | 根尾村                       | 根尾村                      | 根尾村                      | 平成16年2月1日 本巣市 | 本巣市 |
| 本巣郡 | 東板屋村   | 東板屋村   | 東板屋村           | 東板屋村            | 東板屋村                   | 板屋村                     | 東根尾村        | 明治37年4月1日 根尾村        | 根尾村                       | 根尾村                      | 根尾村                      | 平成16年2月1日 本巣市 | 本巣市 |
| 本巣郡 | 西板屋村   | 西板屋村   | 西板屋村           | 西板屋村            | 西板屋村                   | 板屋村                     | 東根尾村        | 明治37年4月1日 根尾村        | 根尾村                       | 根尾村                      | 根尾村                      | 平成16年2月1日 本巣市 | 本巣市 |
| 本巣郡 | 西小鹿村   | 西小鹿村   | 西小鹿村           | 明治8年6月 小鹿村   | 小鹿村                     | 小鹿村                     | 東根尾村        | 明治37年4月1日 根尾村        | 根尾村                       | 根尾村                      | 根尾村                      | 平成16年2月1日 本巣市 | 本巣市 |
| 本巣郡 | 東小鹿村   | 東小鹿村   | 東小鹿村           | 明治8年6月 小鹿村   | 小鹿村                     | 小鹿村                     | 東根尾村        | 明治37年4月1日 根尾村        | 根尾村                       | 根尾村                      | 根尾村                      | 平成16年2月1日 本巣市 | 本巣市 |
| 本巣郡 | 松田村     | 松田村     | 松田村             | 松田村              | 松田村                     | 松田村                     | 東根尾村        | 明治37年4月1日 根尾村        | 根尾村                       | 根尾村                      | 根尾村                      | 平成16年2月1日 本巣市 | 本巣市 |
| 本巣郡 | 上大須村   | 上大須村   | 上大須村           | 上大須村            | 上大須村                   | 上大須村                   | 東根尾村        | 明治37年4月1日 根尾村        | 根尾村                       | 根尾村                      | 根尾村                      | 平成16年2月1日 本巣市 | 本巣市 |
| 本巣郡 | 下大須村   | 下大須村   | 下大須村           | 下大須村            | 下大須村                   | 下大須村                   | 東根尾村        | 明治37年4月1日 根尾村        | 根尾村                       | 根尾村                      | 根尾村                      | 平成16年2月1日 本巣市 | 本巣市 |
| 本巣郡 | 板所村     | 板所村     | 板所村             | 板所村              | 板所村                     | 板所村                     | 東根尾村        | 明治37年4月1日 根尾村        | 根尾村                       | 根尾村                      | 根尾村                      | 平成16年2月1日 本巣市 | 本巣市 |
| 本巣郡 | 平野村     | 平野村     | 平野村             | 平野村              | 平野村                     | 板所村                     | 東根尾村        | 明治37年4月1日 根尾村        | 根尾村                       | 根尾村                      | 根尾村                      | 平成16年2月1日 本巣市 | 本巣市 |
| 本巣郡 | 樽見村     | 樽見村     | 樽見村             | 樽見村              | 樽見村                     | 板所村                     | 東根尾村        | 明治37年4月1日 根尾村        | 根尾村                       | 根尾村                      | 根尾村                      | 平成16年2月1日 本巣市 | 本巣市 |
| 本巣郡 | 口谷村     | 口谷村     | 口谷村             | 口谷村              | 口谷村                     | 口谷村                     | 東根尾村        | 明治37年4月1日 根尾村        | 根尾村                       | 根尾村                      | 根尾村                      | 平成16年2月1日 本巣市 | 本巣市 |
| 本巣郡 | 奥谷村     | 奥谷村     | 奥谷村             | 奥谷村              | 奥谷村                     | 奥谷村                     | 東根尾村        | 明治37年4月1日 根尾村        | 根尾村                       | 根尾村                      | 根尾村                      | 平成16年2月1日 本巣市 | 本巣市 |
| 本巣郡 | 山口村     | 山口村     | 山口村             | 山口村              | 山口村                     | 山口村                     | 山添村          | 昭和25年6月1日 本巣村        | 昭和31年9月30日 本巣村       | 昭和35年4月1日 町制 本巣町  | 本巣町                      | 平成16年2月1日 本巣市 | 本巣市 |
| 本巣郡 | 曽井中島村 | 曽井中島村 | 曽井中島村         | 曽井中島村          | 曽井中島村                 | 曽井中島村                 | 山添村          | 昭和25年6月1日 本巣村        | 昭和31年9月30日 本巣村       | 昭和35年4月1日 町制 本巣町  | 本巣町                      | 平成16年2月1日 本巣市 | 本巣市 |
| 本巣郡 | 文殊村     | 文殊村     | 文殊村             | 文殊村              | 文殊村                     | 文殊村                     | 文殊村          | 昭和25年6月1日 本巣村        | 昭和31年9月30日 本巣村       | 昭和35年4月1日 町制 本巣町  | 本巣町                      | 平成16年2月1日 本巣市 | 本巣市 |
| 本巣郡 | 法林寺村   | 法林寺村   | 法林寺村           | 法林寺村            | 法林寺村                   | 文殊村                     | 文殊村          | 昭和25年6月1日 本巣村        | 昭和31年9月30日 本巣村       | 昭和35年4月1日 町制 本巣町  | 本巣町                      | 平成16年2月1日 本巣市 | 本巣市 |
| 本巣郡 | 木知原村   | 木知原村   | 木知原村           | 木知原村            | 木知原村                   | 木知原村                   | 外山村          | 外山村                       | 昭和31年9月30日 本巣村       | 昭和35年4月1日 町制 本巣町  | 本巣町                      | 平成16年2月1日 本巣市 | 本巣市 |
| 本巣郡 | 神海村     | 神海村     | 神海村             | 神海村              | 神海村                     | 神海村                     | 外山村          | 外山村                       | 昭和31年9月30日 本巣村       | 昭和35年4月1日 町制 本巣町  | 本巣町                      | 平成16年2月1日 本巣市 | 本巣市 |
| 本巣郡 | 佐原村     | 佐原村     | 佐原村             | 佐原村              | 佐原村                     | 佐原村                     | 外山村          | 外山村                       | 昭和31年9月30日 本巣村       | 昭和35年4月1日 町制 本巣町  | 本巣町                      | 平成16年2月1日 本巣市 | 本巣市 |
| 本巣郡 | 金原村     | 金原村     | 明治5年 金原村     | 金原村              | 金原村                     | 金原村                     | 外山村          | 外山村                       | 昭和31年9月30日 本巣村       | 昭和35年4月1日 町制 本巣町  | 本巣町                      | 平成16年2月1日 本巣市 | 本巣市 |
| 本巣郡 | 日当村     | 日当村     | 明治5年 金原村     | 金原村              | 明治18年9月 分立 日当村    | 日当村                     | 外山村          | 外山村                       | 昭和31年9月30日 本巣村       | 昭和35年4月1日 町制 本巣町  | 本巣町                      | 平成16年2月1日 本巣市 | 本巣市 |
| 本巣郡 | 川内村     | 川内村     | 明治7年9月 外山村  | 外山村              | 外山村                     | 外山村                     | 外山村          | 外山村                       | 昭和31年9月30日 本巣村       | 昭和35年4月1日 町制 本巣町  | 本巣町                      | 平成16年2月1日 本巣市 | 本巣市 |
| 本巣郡 | 木倉村     | 一部を除く | 明治7年9月 外山村  | 外山村              | 外山村                     | 外山村                     | 外山村          | 外山村                       | 昭和31年9月30日 本巣村       | 昭和35年4月1日 町制 本巣町  | 本巣町                      | 平成16年2月1日 本巣市 | 本巣市 |
| 本巣郡 | 木倉村     | 一部       | 明治7年9月 外山村  | 外山村              | 外山村                     | 外山村                     | 外山村          | 外山村                       | 昭和31年9月30日 本巣村       | 昭和35年4月1日 町制 本巣町  | 昭和44年2月1日 岐阜市に編入 | 岐阜市の一部          | 岐阜市 |
| 本巣郡 | 奥村       | 奥村       | 奥村               | 奥村                | 奥村                       | 網代村                     | 網代村          | 網代村                       | 網代村                       | 網代村                      | 昭和38年4月1日 岐阜市に編入 | 岐阜市の一部          | 岐阜市 |
| 本巣郡 | 西秋沢村   | 西秋沢村   | 西秋沢村           | 西秋沢村            | 西秋沢村                   | 網代村                     | 網代村          | 網代村                       | 網代村                       | 網代村                      | 昭和38年4月1日 岐阜市に編入 | 岐阜市の一部          | 岐阜市 |
| 方県郡 | 秋沢村     | 秋沢村     | 秋沢村             | 秋沢村              | 秋沢村                     | 網代村                     | 網代村          | 網代村                       | 網代村                       | 網代村                      | 昭和38年4月1日 岐阜市に編入 | 岐阜市の一部          | 岐阜市 |
| 方県郡 | 則松村     | 則松村     | 則松村             | 則松村              | 則松村                     | 網代村                     | 網代村          | 網代村                       | 網代村                       | 網代村                      | 昭和38年4月1日 岐阜市に編入 | 岐阜市の一部          | 岐阜市 |
| 方県郡 | 雛倉村     | 雛倉村     | 雛倉村             | 雛倉村              | 雛倉村                     | 網代村                     | 網代村          | 網代村                       | 網代村                       | 網代村                      | 昭和38年4月1日 岐阜市に編入 | 岐阜市の一部          | 岐阜市 |
| 方県郡 | 河渡村     | 河渡村     | 河渡村             | 河渡村              | 河渡村                     | 河渡村                     | 合渡村          | 合渡村                       | 合渡村                       | 昭和34年4月1日 岐阜市に編入 | 岐阜市の一部                | 岐阜市の一部          | 岐阜市 |
| 方県郡 | 寺田村     | 寺田村     | 寺田村             | 寺田村              | 寺田村                     | 寺田村                     | 合渡村          | 合渡村                       | 合渡村                       | 昭和34年4月1日 岐阜市に編入 | 岐阜市の一部                | 岐阜市の一部          | 岐阜市 |
| 方県郡 | 曽我屋村   | 曽我屋村   | 曽我屋村           | 曽我屋村            | 曽我屋村                   | 曽我屋村                   | 合渡村          | 合渡村                       | 合渡村                       | 昭和34年4月1日 岐阜市に編入 | 岐阜市の一部                | 岐阜市の一部          | 岐阜市 |
| 方県郡 | 一日市場村 | 一日市場村 | 一日市場村         | 一日市場村          | 一日市場村                 | 一日市場村                 | 合渡村          | 合渡村                       | 合渡村                       | 昭和34年4月1日 岐阜市に編入 | 岐阜市の一部                | 岐阜市の一部          | 岐阜市 |
| 方県郡 | 上尻毛村   | 上尻毛村   | 上尻毛村           | 上尻毛村            | 上尻毛村                   | 七郷村                     | 七郷村          | 昭和25年8月20日 岐阜市に編入 | 岐阜市                       | 岐阜市                      | 岐阜市の一部                | 岐阜市の一部          | 岐阜市 |
| 方県郡 | 川部村     | 川部村     | 川部村             | 川部村              | 川部村                     | 七郷村                     | 七郷村          | 昭和25年8月20日 岐阜市に編入 | 岐阜市                       | 岐阜市                      | 岐阜市の一部                | 岐阜市の一部          | 岐阜市 |
| 方県郡 | 又丸村     | 又丸村     | 又丸村             | 又丸村              | 又丸村                     | 七郷村                     | 七郷村          | 昭和25年8月20日 岐阜市に編入 | 岐阜市                       | 岐阜市                      | 岐阜市の一部                | 岐阜市の一部          | 岐阜市 |
| 方県郡 | 東改田村   | 東改田村   | 東改田村           | 東改田村            | 東改田村                   | 七郷村                     | 七郷村          | 昭和25年8月20日 岐阜市に編入 | 岐阜市                       | 岐阜市                      | 岐阜市の一部                | 岐阜市の一部          | 岐阜市 |
| 方県郡 | 西改田村   | 西改田村   | 西改田村           | 西改田村            | 西改田村                   | 七郷村                     | 七郷村          | 昭和25年8月20日 岐阜市に編入 | 岐阜市                       | 岐阜市                      | 岐阜市の一部                | 岐阜市の一部          | 岐阜市 |
| 方県郡 | 小西郷村   | 小西郷村   | 小西郷村           | 小西郷村            | 小西郷村                   | 七郷村                     | 七郷村          | 昭和25年8月20日 岐阜市に編入 | 岐阜市                       | 岐阜市                      | 岐阜市の一部                | 岐阜市の一部          | 岐阜市 |
| 方県郡 | 下西郷村   | 下西郷村   | 下西郷村           | 下西郷村            | 下西郷村                   | 七郷村                     | 西郷村          | 昭和25年8月20日 岐阜市に編入 | 岐阜市                       | 岐阜市                      | 岐阜市の一部                | 岐阜市の一部          | 岐阜市 |
| 方県郡 | 中西郷村   | 中西郷村   | 中西郷村           | 中西郷村            | 中西郷村                   | 中西郷村                   | 西郷村          | 昭和25年8月20日 岐阜市に編入 | 岐阜市                       | 岐阜市                      | 岐阜市の一部                | 岐阜市の一部          | 岐阜市 |
| 方県郡 | 上西郷村   | 上西郷村   | 上西郷村           | 上西郷村            | 上西郷村                   | 上西郷村                   | 西郷村          | 昭和25年8月20日 岐阜市に編入 | 岐阜市                       | 岐阜市                      | 岐阜市の一部                | 岐阜市の一部          | 岐阜市 |
| 方県郡 | 小野村     | 小野村     | 小野村             | 小野村              | 小野村                     | 小野村                     | 西郷村          | 昭和25年8月20日 岐阜市に編入 | 岐阜市                       | 岐阜市                      | 岐阜市の一部                | 岐阜市の一部          | 岐阜市 |
| 方県郡 | 中村       | 中村       | 中村               | 中村                | 中村                       | 中村                       | 西郷村          | 昭和25年8月20日 岐阜市に編入 | 岐阜市                       | 岐阜市                      | 岐阜市の一部                | 岐阜市の一部          | 岐阜市 |

## 行政
本巣・席田郡長
| 代 | 氏名 | 就任年月日                | 退任年月日                | 備考                                                 |
| -- | ---- | ------------------------- | ------------------------- | ---------------------------------------------------- |
| 1  |      | 明治12年（1879年）2月18日 |                           |                                                      |
|    |      |                           | 明治30年（1897年）3月31日 | 席田郡および大野郡の一部との合併により旧・本巣郡廃止 |

本巣郡長
| 代 | 氏名 | 就任年月日               | 退任年月日                | 備考                   |
| -- | ---- | ------------------------ | ------------------------- | ---------------------- |
| 1  |      | 明治30年（1897年）4月1日 |                           |                        |
|    |      |                          | 大正15年（1926年）6月30日 | 郡役所廃止により、廃官 |